# Aporinellus
Aporinellus (лат.) — род дорожных ос (Pompilidae). Встречаются по всему миру (кроме Австралии). Известно около 30 видов. 

## Распространение
Встречаются повсеместно, кроме Австралии. Россия: Европейская часть, Урал, Западная Сибирь; Палеарктика (Европа, Северная Африка, Ближний Восток, Средняя Азия, Казахстан, Монголия), Неарктика и Неотропика, Афротропика (Мадагаскар) и Юго-Восточная Азия. В Европе 2 вида. В фануе России 2 вида (moestus, sexmaculatus)

## Описание
Мелкие дорожные осы, длина от 4 до 13 мм. Лицо по средней линии чуть выше усикового отверстия плоское. Задняя поверхность проподеума не вогнута. Заднебоковая часть проподеума превращена в конический отросток. Передние лапки с гребнем, средний шип тарзомера 2 примерно такой же длины, как и апикальный. Охотятся и откладывают яйца на пауков, которых парализуют с помощью жала. Личинки эктопаразитоиды пауков. Основание усиков расположено ближе к наличнику, чем к глазку. Коготки равномерно изогнутые. Вершина средней и задней голеней помимо шпор несёт шипы разной длины. Верх задних бедер с 1—5 предвершинными короткими прижатыми шипиками.

## Классификация
Известно около 30 видов.
- Aporinellus albipennis Priesner, 1960
- Aporinellus albofasciatus (Radoszkowski, 1877)
- Aporinellus apicatus Evans, 1951
- Aporinellus apicipennis (Brèthes, 1911)
- Aporinellus atristylus (Saussure, 1890)
- Aporinellus basalis  Banks, 1933
- Aporinellus bidens  (Saussure, 1890)
- Aporinellus borregoensis  Evans, 1957
- Aporinellus cahirensis  Priesner, 1960
- Aporinellus cinereofasciatus  (Radoszkowski, 1887)
- Aporinellus completus  Banks, 1917
- Aporinellus differens  (Haupt, 1929)
- Aporinellus fasciatus  (Smith, 1855)
- Aporinellus ferrugineipes  Guig., 1943
- Aporinellus fucatus  (Kohl, 1905)
- Aporinellus gussakovskyi  (Bradley, 1944)
- Aporinellus hecate  (Cameron, 1891)
- Aporinellus ilus  (Bingham, 1893)
- Aporinellus kiritschenkoi  Gussakovskij, 1955
- Aporinellus medianus  Banks, 1917
- Aporinellus moestus (Klug, 1834)
- ?Aporinellus obtusus (Gussakovskij, 1935) или синоним вида Amblyellus hasdrubal  (Kohl, 1894)[9]
- Aporinellus philippinensis  Tsuneki, 1988[10]
- Aporinellus pulcher  Radoszkowski, 1887
- Aporinellus rhodesianus  (Bischoff, 1913)
- Aporinellus sexmaculatus (Spinola, 1805)
- Aporinellus taeniatus  (Kohl, 1886)
- Aporinellus vanharteni  Schmid-Egger, 2017[11]
- Aporinellus yucatanensis  (Cameron, 1893)